# Balbina Pi
Balbina Pi i Sanllehy (San Baudilio de Llobregat, 20 de septiembre de 1896 - Perpiñán, 24 de julio de 1973) fue una dirigente anarcosindicalista española. Era la madre de la cantante Teresa Rebull (Teresa Soler Pi) y compañera de Gonçal Soler Bernabeu.

## Biografía
Nació en San Baudilio de Llobregat en 1896. En 1917, trabajando de hilandera en Sabadell, se afilió al Sindicato Fabril y Textil de la Confederación Nacional del Trabajo (CNT). Ese mismo año, fue nombrada delegada de la Federación Local de Sabadell.
Empezó a dar mítines a sus compañeras de fábrica de Sabadell, junto a Ángel Pestaña, y después hizo mítines y conferencias por localidades textiles de toda Cataluña.
Colaboró con regularidad en Solidaridad Obrera y en Nuestra Voz, a menudo con los seudónimos Margot y Libertad Caída. También destacó haciendo teatro en grupos teatrales en ateneos. Realizó muchas acciones en solidaridad con los sindicalistas deportados a la Mola (1920-1923). Participó en el Pleno Regional de los sindicatos anarquistas de Lérida en 1923. En 1931 militó en la fracción más radical del anarquismo organizado, en el entorno de la Federación Anarquista Ibérica (FAI). Según Joan Garcia Oliver bordó las primeras banderas rojinegras de las que se tiene constancia en la CNT-FAI.
Por discrepancias con algunos sectores anarquistas, en 1936 formó la Agrupación Feminista Anticlerical, un grupo femenino propio y anticlerical, con el que organizó actos de propaganda. En 1939, al perder la guerra civil española, permaneció en Caluña, pero en la clandestinidad. En los años sesenta se exilió en Toulouse y después a París. Volvió a hacer teatro en los grupos de la Solidaridad Internacional Antifascista (SIA). 

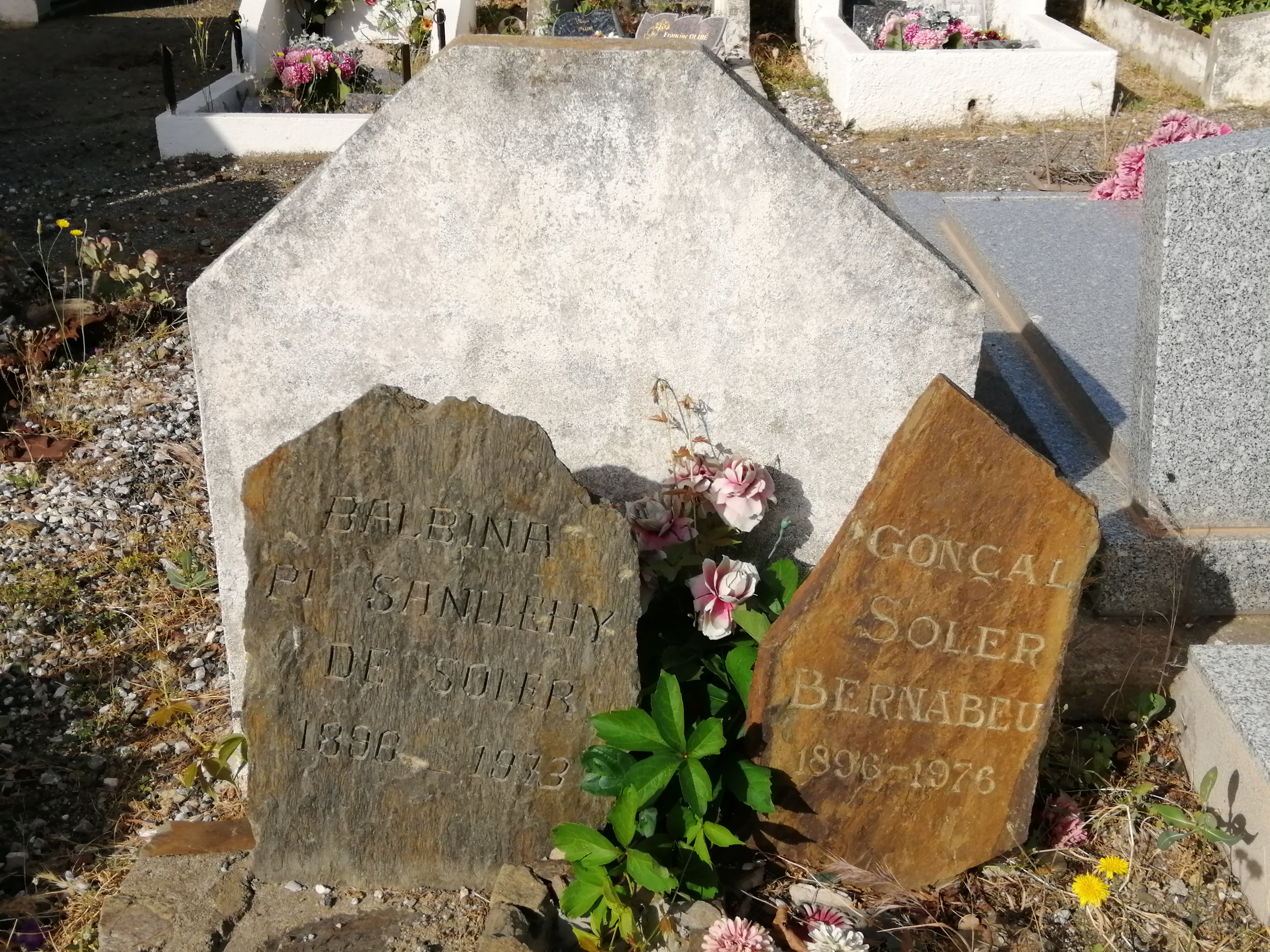
Sepultura de Balbina Pino Sanllehy y Gonçal Soler Barenabeu. Cementerio de Banyuls-sur-Mer (cementerio 2) (autor: Genís Ribé Monge).

En 1970, deteriorada de salud, dejó el activismo y fue a vivir a Banyuls-sur-Mer, donde pasó la última parte de su vida cerca de su hija, la cantante Teresa Rebull. Está enterrada junto con su compañero Gonçal Soler en el cementerio de Banyuls-sur-Mer (cementerio 2), con el nombre y las fechas de nacimiento y defunción inscritas en una estela de pizarra.

## Reconocimientos
En 2023, la Generalidad de Cataluña conmemoró el 50 aniversario del fallecimiento de Pi.